# Gattomatto
Gattomatto è il primo singolo ad essere estratto dall'album Angelini del cantautore Roberto Angelini. Il singolo, uscito nell'estate del 2003, è diventato immediatamente un tormentone estivo, con il quale il cantante ha partecipato al Festivalbar e che gli ha valso una nomination agli "Italian Music Awards".

## Tracce
1. GattoMatto
2. GattoMatto (voce e chitarra)
3. GattoMatto (a cappella)
4. Solo con te

## Il video
Il video di Gattomatto vede Roberto Angelini eseguire il brano, in compagnia di ragazzi e ragazze, queste ultime tutte molto provocanti nel look e negli atteggiamenti. Le giovani donne appaiono da sole o in gruppo, ed ogni serie di immagini delle singole ragazze comincia con un ciak, come se si trattasse di un provino; infatti le ragazze guardano direttamente in camera, sfilando su una passerella o ballando.  Soltanto nel finale del video appare una ragazza con in braccio un gatto che fa le fusa.
Il video è stato trasmesso nella versione "ufficiale" e in un'altra leggermente più "casta". Infatti la prima versione vedeva le ragazze spogliarsi sempre di più, assumendo atteggiamenti sexy e arrivando a spogliare lo stesso Angelini che restava a torso nudo.

## Ricezione
Nonostante l'enorme popolarità del singolo, Roberto Angelini ha dichiarato che il brano ha dato di lui l'immagine di un "cantante da intrattenimento", di un "fenomeno pop usa e getta" che non gli apparteneva. Per tale motivo il cantante ha chiesto alla Virgin, sua casa discografica, ed ottenuto il permesso di registrare un disco folk, che poi diventò l'extended play Ripropongo.

## Classifiche
| Posizione | 25 | 17 | 19 | 16 | 17 | 21 | 20 |